# Puno (region)
Puno er en region i det sydøstlige Peru. Den grænser til Bolivia mod øst, Madre de Dios mod nord, Cusco og Arequipa mod vest, Moquegua mod sydvest og Tacna mod syd. Hovedbyen hedder også Puno.
15°04′S 70°07′V / 15.07°S 70.12°V